# Paramonacanthus filicauda
Paramonacanthus filicauda — вид скелезубоподібних риб родини Єдинорогові (Monacanthidae).

## Поширення
Морський, демерсальний, тропічний вид. Поширений на коралових рифах на заході Тихого океану біля берегів Нової Гвінеї та Австралії.

## Опис
Дрібна рибка завдовжки до 22 см.